# Cengiz B' Yasin

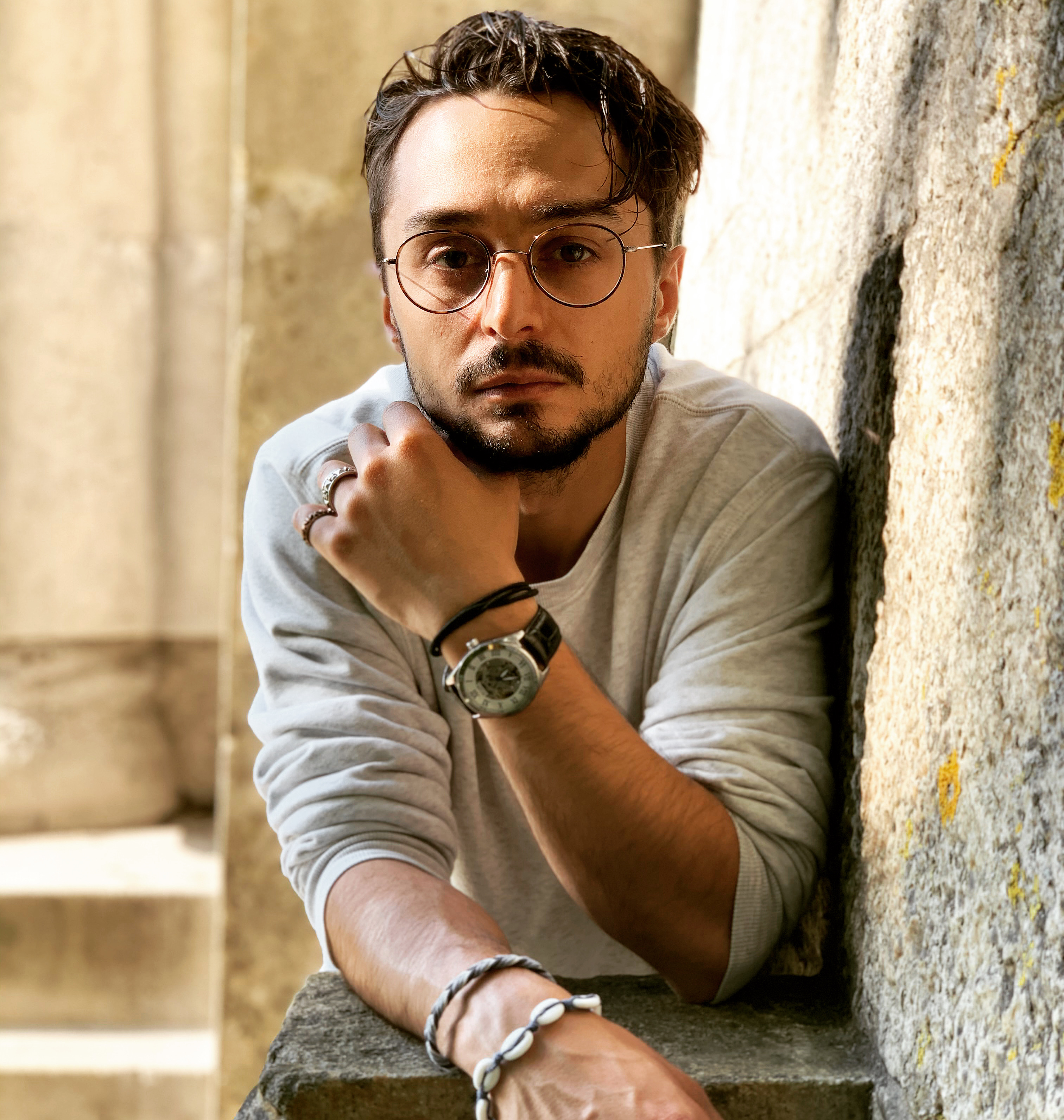
Cengiz B' Yasin, 2020

Cengiz B' Yasin (* 25. Juni 1992 in Kempten, Deutschland) ist ein deutscher Schauspieler. Er spielt seit 2015 Rollen in den unterschiedlichsten deutschen Film- und Fernsehproduktionen. Seine Anfänge im Schauspiel beginnen im Jahr 2013 als Mitglied des „Allgäu Ensemble“ in Kempten mit Improvisationstheater, die schwerwiegend im Künstlerhaus Kempten aufgeführt wurden.

## Biografie
B' Yasin wuchs in einer erweiterten Gastarbeiterfamilie in Kempten auf. Nach seinem schulischen Werdegang widmete sich B' Yasin seiner Leidenschaft für die Kunst, insbesondere für Graffiti und Airbrush. Er absolvierte eine Ausbildung zum Fahrzeuglackierer und erweiterte seine künstlerischen Fähigkeiten durch eine Ausbildung bei einem freiberuflichen Künstler. 2015 erwarb er seinen Abschluss und erhielt seinen Gesellenbrief als Steinmetz- und Steinbildhauerarbeiten.
B' Yasin ist heute als Schauspieler tätig. Er studierte Improvisationstheater und Drehbuchschreiben und nutzte seine Fähigkeiten als Forscher, um das Leben von Figuren und die Erzählungen, die ihre Geschichten prägen, zu erforschen. Seit 2017 arbeitet er als professioneller Schauspieler und hat in verschiedenen Film- und Theaterproduktionen mitgewirkt.

## Filmografie (Auswahl)
- 2016 Willkommen bei den Hartmanns
- 2016 Tarantella
- 2017 Schicksale – und alles kam anders
- 2017 Pre-Crime
- 2018 Blickwechsel
- 2019 Bier Royal
- 2019 Uncharted – Core of Gold
- 2020 Crossing a bridge
- 2020 Escape from Tarkov
- 2020 Die Bar jenseits der Zeit
- 2020 Sir Frank Luther
- 2021 Zorn & Demut (Anger & Humility)
- 2021 Verdammt seist du Captain Johnson
- 2021 Guten Abend, gute Nacht
- 2021 Mekabu
- 2022 Das Geständnis
- 2022 Steh auf
- 2022 Katharsis

## Theatrografie
- 2014/18 Allgäu Ensemble
- 2016/17 Das Ballhaus[1]
- 2018 Dein Gesicht ist eine wunderbare Bühne für mein Drama
- 2018/19 Die Ratte
- 2019 Legal – Illegal Grandroue (LiveStream)
- 2019 Der Kirschgarten
- 2020 Kaufen oder verkaufen Grandroue (LiveStream)
- 2020 Antigone
- 2020/21 Die Räuber[2]
- 2021 Der kleine Ritter Trenk[3]
- 2021 Game Over Grandroue (LiveStream)
- 2022/23 Die kleine Hexe[4]
- 2022/23 Allein zu Tisch[5]

## Auszeichnungen
- 2015 Jugendförderpreis des Rotary Club Kempten[6]